# Lateef at Cranbrook
Lateef at Cranbrook — концертний альбом американського джазового мульти-інструменталіста Юсефа Латіфа, випущений у 1958 році лейблом Argo.

## Опис
Цей альбом був записаний 8 квітня 1958 року під час концерту в Кренбрукській академії мистецтв у Детройті, штат Мічиган. Юсеф Латіф тут грає на тенор-саксофоні, флейті, гобої, аргюлі з ритм-секцією у складі баритон-саксофоніста Френка Мореллі, піаніста Террі Полларда, басиста Вільяма Остіна та ударника Френка Ганта.
Гурт виконує чотири композиції, серед яких дві власні Латіфа «Morning» і «Let Every Soul Say Amen», а також «Brazil» Арі Баррозу та «Woody N' You» Діззі Гіллеспі.

## Список композицій
1. «Morning» (Юсеф Латіф) — 15:05
2. «Brazil» (Арі Баррозу) — 2:54
3. «Let Every Soul Say Amen» (Юсеф Латіф) — 3:57
4. «Woody N' You» (Діззі Гіллеспі) — 14:42

## Учасники запису
- Юсеф Латіф — тенор-саксофон, флейта, гобой, аргюль, перкусія
- Френк Мореллі — баритон-саксофон
- Террі Поллард — фортепіано
- Вільям Остін — контрабас, ребаб
- Френк Гант — ударні, гонг, пальцеві тарілочки

Технічний персонал
- Дейв Ашер — продюсер